# 양재호
양재호(梁宰豪, 1963년 2월 8일 울산광역시 ~ )는 대한민국의 바둑 기사이다.

## 약력
1979년 입단하였고 1989년 동양증권[現, 유안타증권]배에서 우승했다. 1990년 7단, 1992년 8단, 1994년 9단으로 승단하였으며 1994년 ~ 1995년 진로배 세계바둑최강전 한국대표로 출전하여 한국 대표 우승을 이끌여 기여로 수훈하여 현재 한국바둑리그 KIXX의 감독이다. 2010년 아시안 게임 바둑 종목에서 감독을 맡았으며, 금메달을 획득하였다. 2011년에는 한국기원의 사무총장에 선임되었다. 그의 부인은 김임선 씨이며 1991년에 결혼했다. 